# Mistrzostwa Świata w Biegach Przełajowych 2015
41. IAAF Mistrzostwa Świata w Biegach Przełajowych – zawody lekkoatletyczne, które odbyły się 28 marca 2015 roku w Guiyangu w Chinach.
Miasto zostało wybrane gospodarzem imprezy przez Radę Międzynarodowego Stowarzyszenia Federacji Lekkoatletycznych (IAAF) na spotkaniu w Barcelonie 23 listopada 2012 – Guiyang i Cali były jedynymi kandydatami do organizacji mistrzostw.

## Rezultaty

### Mężczyźni
|                      | 1. miejsce                                                               | Rezultat | 2. miejsce                                                                         | Rezultat | 3. miejsce                                                               | Rezultat |
| Seniorzy – 12 km     | Geoffrey Kipsang                                                         | 34:52    | Bidan Muchiri Karoki                                                               | 35:00    | Muktar Edris                                                             | 35:06    |
| Seniorzy – Drużynowo | Etiopia · Muktar Edris · Hagos Gebrhiwet · Tamirat Tola · Atsedu Tsegay  | 20 pkt.  | Kenia · Geoffrey Kipsang · Bidan Muchiri Karoki · Leonard Barsoton · Philip Langat | 20 pkt.  | Bahrajn · Aweke Ayalew · Albert Rop · El Hassan El Abbassi · Isaac Korir | 54 pkt.  |
| Juniorzy – 8 km      | Yasin Haji                                                               | 23:42    | Geoffrey Korir                                                                     | 23:47    | Alfred Ngeno                                                             | 23:54    |
| Juniorzy – Drużynowo | Kenia · Geoffrey Korir · Alfred Ngeno · Dominic Kiptarus · Rodgers Chumo | 19 pkt.  | Etiopia · Yasin Haji · Yihunilign Adane · Abe Gashahun · Haymanot Alewe            | 33 pkt.  | Erytrea · Abraham Habte · Berhane Afewerki · Mogos Shumay · Aron Kifle   | 52 pkt.  |

### Kobiety
|                      | 1. miejsce                                                                 | Rezultat | 2. miejsce                                                                         | Rezultat | 3. miejsce                                                                    | Rezultat |
| Seniorki – 8 km      | Agnes Tirop Chebet                                                         | 26:01    | Senbere Teferi                                                                     | 26:06    | Netsanet Gudeta                                                               | 26:11    |
| Seniorki – Drużynowo | Etiopia · Senbere Teferi · Netsanet Gudeta · Alemitu Heroye · Mamitu Daska | 17 pkt.  | Kenia · Agnes Tirop Chebet · Stacy Ndiwa · Emily Chebet · Irene Cheptai            | 19 pkt.  | Uganda · Juliet Chekwel · Adero Nyakisi · Patricia Chepkwemoi · Emily Chebet  | 101 pkt. |
| Juniorki – 6 km      | Letesenbet Gidey                                                           | 19:48    | Dera Dida                                                                          | 19:49    | Etagegn Woldu                                                                 | 19:53    |
| Juniorki – Drużynowo | Etiopia · Letesenbet Gidey · Dera Dida · Etagegn Woldu · Tefera Adhena     | 11 pkt.  | Kenia · Daisy Jepkemei · Gladys Kipkoech · Winfredah Nzisa · Rosefline Chepngetich | 33 pkt.  | Bahrajn · Desi Jisa Mokonin · Ruth Chebet · Fatuma Jawaro · Bontu Edao Rebitu | 52 pkt.  |

## Tabela medalowa
| Miejsce | Kraj    | Złoto | Srebro | Brąz | Razem |
| 1.      | Etiopia | 5     | 3      | 3    | 11    |
| 2.      | Kenia   | 3     | 5      | 1    | 9     |
| 3.      | Bahrajn | 0     | 0      | 2    | 2     |
| 4.      | Erytrea | 0     | 0      | 1    | 1     |
| 4.      | Uganda  | 0     | 0      | 1    | 1     |